# Римский-Корсаков, Александр Васильевич
Александр Васильевич Римский-Корсаков (30 апреля 1729 — 16 мая 1781) — генерал-поручик из рода Римских-Корсаковых.

## Биография
Родился в семье Василия Андреевича Римского-Корсакова, служившего в то время капитаном Нарвского полка, и его жены Евдокии Родионовны, дочери первого в России шталмейстера Р. М. Кошелева. Потеряв на пятом году жизни свою мать (скончалась 25 сентября 1733 г., 21 года от роду), Римский-Корсаков воспитывался дома на Остоженке вместе с младшими братьями и сестрой Анной (в замужестве за генерал-поручиком В. К. Кретовым, ловчим императрицы). Родители его покоятся в надвратной (Корсаковской) церкви Зачатьевского монастыря, выстроенной его дедом.
Будучи записан еще малолетним на военную службу, в 1740 году, он к 35 годам имел уже чин полковника и в 1764 г. командовал Смоленским пехотным полком, который в то время был расположен в Шлиссельбурге и нёс караульную службу в крепости. Римский-Корсаков, видимо, ничего не знал о мятеже с целью освобождения Иоанна Антоновича, который готовил его непосредственный подчинённый — подпоручик Василий Мирович. Это происшествие бросило на него тень в глазах императрицы, особенно когда стал известен составленный Мировичем от имени Иоанна VI указ на имя Римского-Корсакова, коим последний назначался из полковников в генералы и ему предписывалось немедленно следовать к присяге к Летнему дворцу.
Во время бунта командир полка Римский-Корсаков прибыл по требованию коменданта крепости Бередникова вместе с секунд-майором Кудрявым. Арестованный уже Мирович встретил своего полковника словами, что «может он не видывал живого Иоанна Антоновича, так ныне мертвого увидит, который де теперь не телом, а духом кланяется ему». Римский-Корсаков, не удостоив говорившего ответом и не останавливаясь, прошел прямо к коменданту. Только благодаря заступничеству многочисленной и влиятельной кошелевской родни удалось Римскому-Корсакову выйти чистым из подозрений по этому делу.
Тем не менее Екатерина II не могла забыть шлиссельбургского «действа» и до самого конца продолжала холодно относиться к Римскому-Корсакову. Когда же распространился слух о том, будто Иоанн Антонович не убит, а бежал, квартира полковника Римского-Корсакова одной из первых была подвергнута обыску. Первое время после возмущения Мировича он продолжал жить в Шлиссельбургском форштадте, а в 1770—1771 гг. принял участие в действиях русской армии на полях Молдавии и Валахии, где и получил чин генерал-майора. В 1775 году, 10 июля, он получил чин генерал-поручика, но ему, несмотря на все влияние многочисленной родни и на хлопоты его честолюбивой супруги, так и не удалось добиться чина полного генерала.
Оставив в 1776 г. военную службу и выйдя по болезни в отставку, Римский-Корсаков последние годы жизни своей провел в Москве, живя там с семьей в собственном доме на Остоженке. Умер он в кругу своей семьи 52 лет от роду и был погребен 18 мая 1781 года архиепископом Платоном (Левшиным) в Донском монастыре, в церкви во имя Пресвятой Богородицы.

## Семья

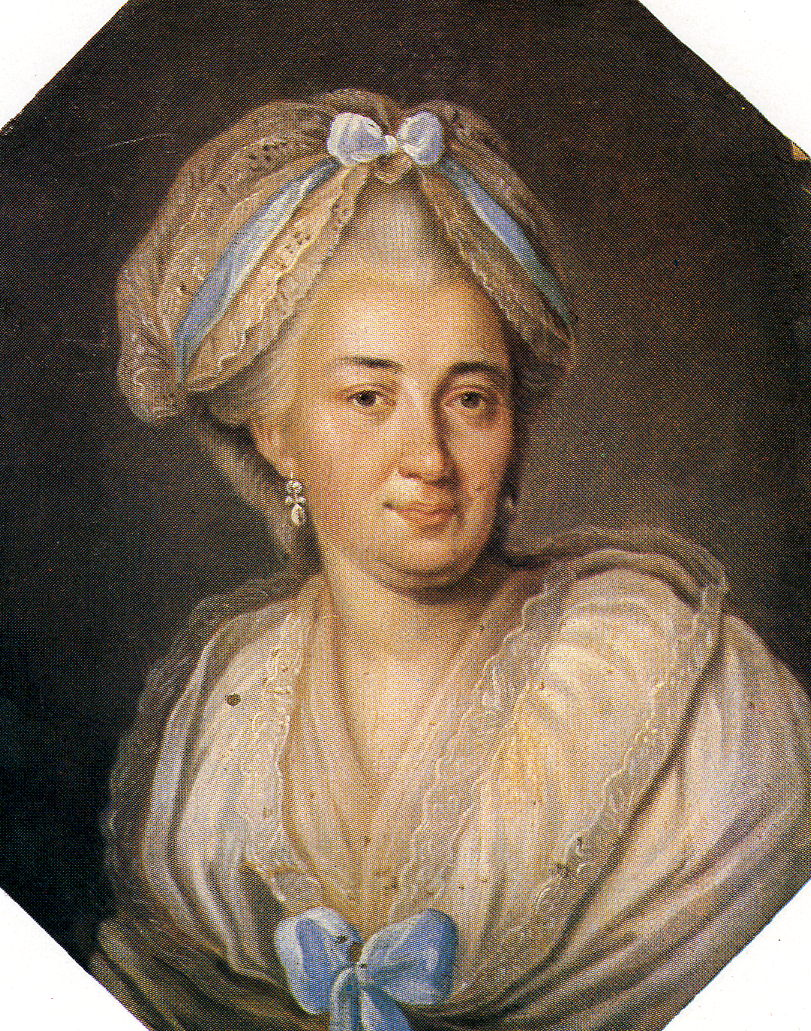
Марья Семёновна (ур.Волконская)

А. В. Римский-Корсаков женился в начале 1750 года на княжне Марье Семёновне Волконской (23 августа 1731 — 29 января 1796), дочери генерал-аншефа С. Ф. Волконского. Марья Семёновна, пережившая мужа почти на 15 лет, отличалась многими странностями, скуповатостью, честолюбивым характером и прихотливым вкусом. От этого брака родились дети:
- Екатерина (1755—1836), кавалерственная дама, жена генерала от инфантерии Ивана Петровича Архарова.
- Николай (1762—1833), генерал-майор (военный чиновник по интендантству, чина генерал-майора не имел), обер-кригскомиссар, известный в Москве гастроном[4] и большой скупец.
- Елизавета (1766—1841), с детства калека, ходила на костыле; жена камергера Александра Ильича Ржевского.
- Пётр, дед пушкинского приятеля Петра Каверина, названного в его честь.